# Stania State
Stania State is een Friese state of stins in Oenkerk, een dorp in de gemeente Tietjerksteradeel. De state is gelegen in het Stania Park aan de Rengersweg (in dat gedeelte een afsplitsing van de N361). In Oenkerk is de Staniasingel naar deze state vernoemd. Stins en omgeving zijn opgenomen in het register van rijksmonumenten.
Een eerste slot dateert van het begin van de 16de eeuw en werd gebouwd in opdracht van Jeppe Stania. Het landgoed ging vervolgens over naar de families Van Heemstra, Van Haersma en De With. Na een brand die de residentie in 1813 volledig vernielde, werd in 1843 een nieuwe state gebouwd voor Theodorus Marius Theresius Looxma. De tuin werd aangelegd onder leiding van Lucas Pieters Roodbaard.
Aan het einde van de negentiende eeuw was de state de zomerresidentie van Wilco Julius van Welderen Rengers en zijn echtgenote Catharina Theresia Looxma, die in de winter in hun stadswoning in Leeuwarden verbleven.
De State deed in de twintigste eeuw vele jaren dienst als uithof van het Fries Museum, internaat van de landbouwpraktijkschool en jeugdherberg. Het gebouw is sinds 1977 eigendom van de gemeente en Staatsbosbeheer is eigenaar van het park. Er is een horecagelegenheid in het monument gevestigd. Het park grenst aan het natuurgebied Griekenland en Turkije.

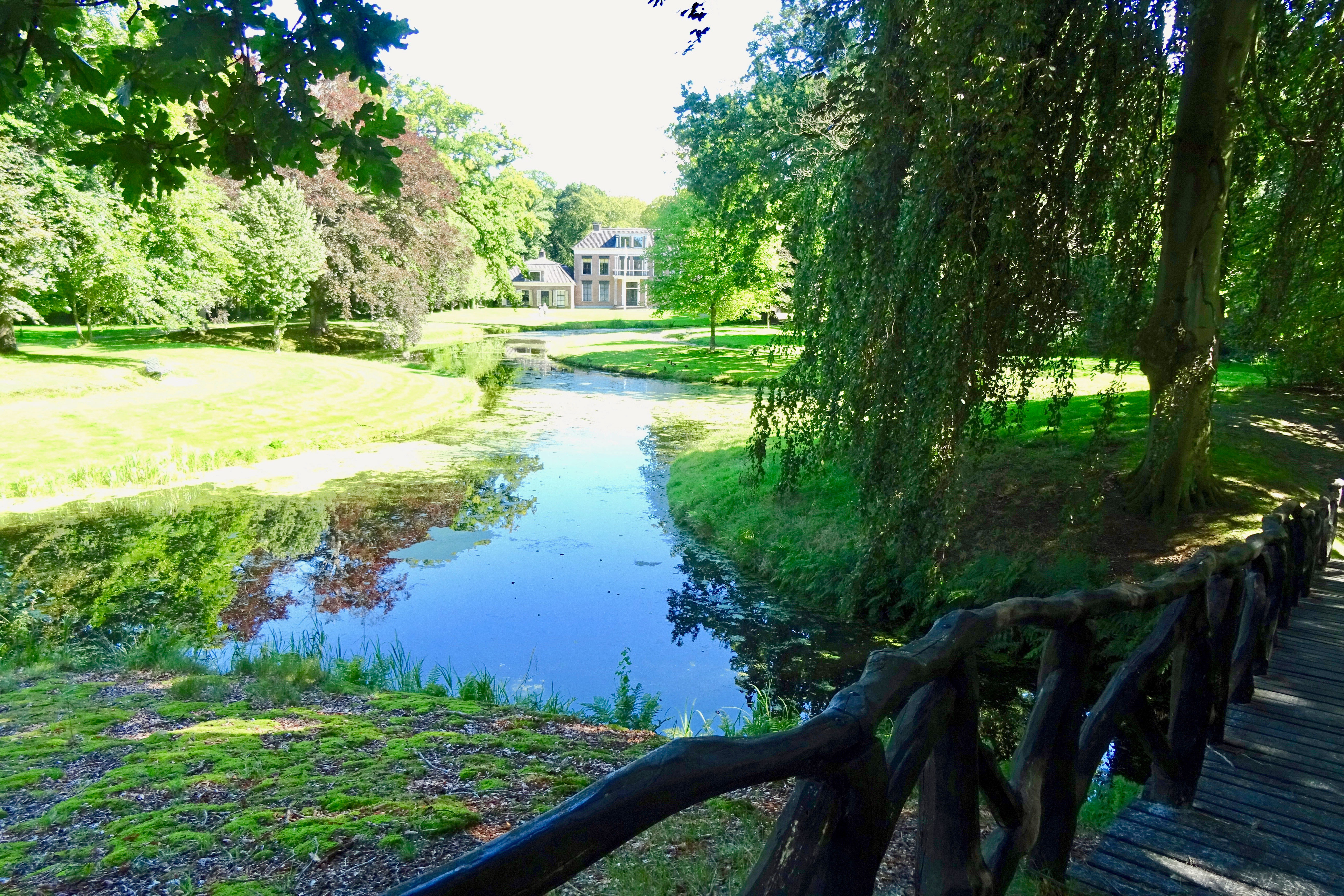
Park
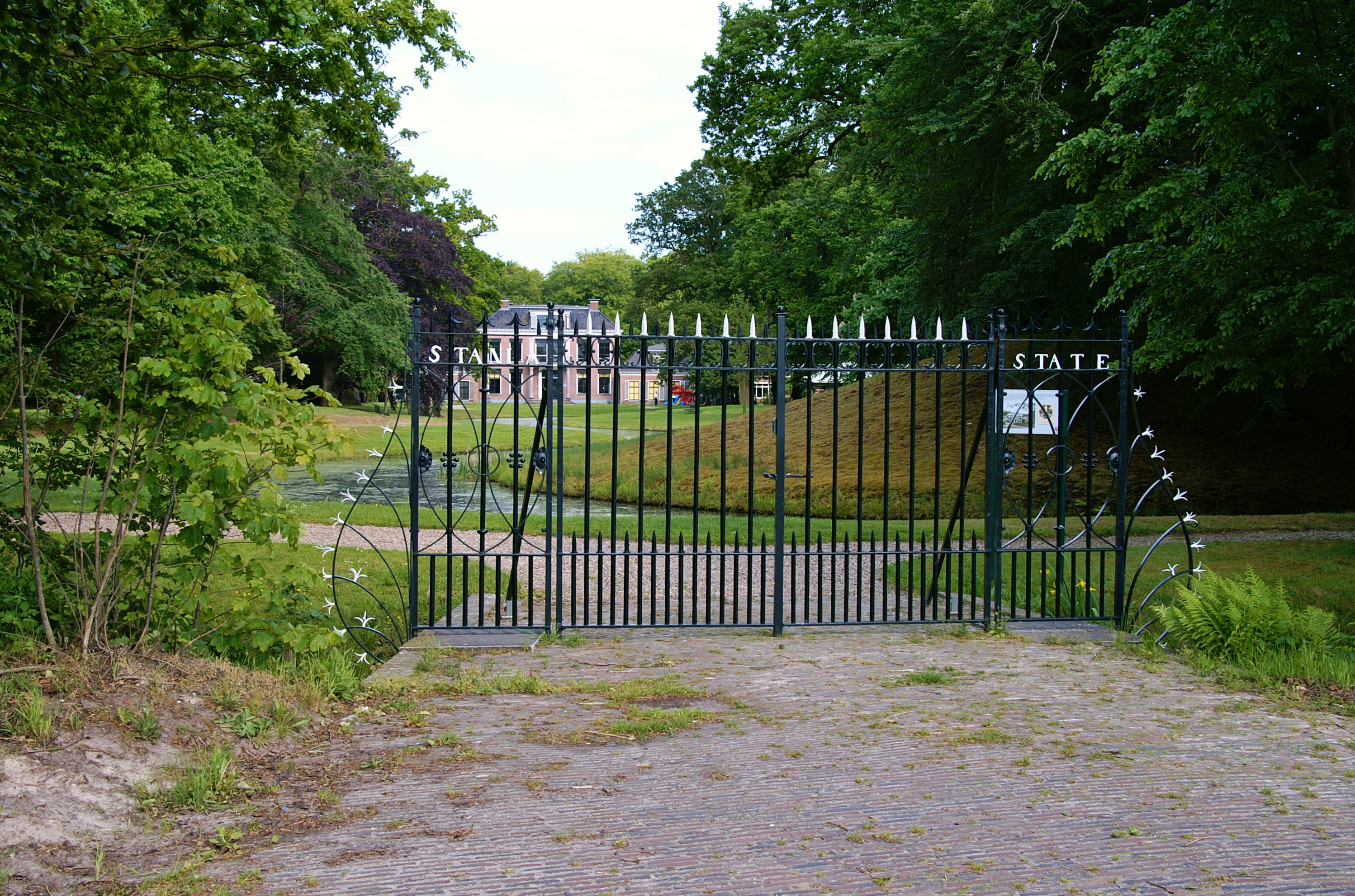
Toegangshek

Ald Slot · Amelandshuis · Klein Botnia · Camminghahuis · Crackstate · Dekemastate · Epemastate · Harsta State · Hemmema State · Heeremahuis · Herema State · Poptaslot · Jongema State · Keimpemastins · De Klinze · Liauckama State · Museum Martena · Papingastins · Princessehof · Schierstins · Sickema State · Stadhouderlijk Hof · Stania State · Waltastins · Uniastate · Ylostins (verdwenen)